# مگنولیا اسپرینگز (آلاباما)
مگنولیا اسپرینگز (به انگلیسی: Magnolia Springs) شهری در شهرستان بالدوین ایالت آلاباما است که مساحت آن ۲٫۴۸ کیلومتر مربع است و در سرشماری سال ۲۰۱۰ میلادی، ۷۲۳ نفر جمعیت داشته و تراکم جمعیتی آن، ۲۹۱٫۵۳ نفر در هر کیلومتر مربع بوده است.